# Ново-Дмитрівське комплексне буро-вугільне родовище
Ново-Дмитрівське комплексне буровугільне родовище розташоване в Барвенківському районі Харківської області.
Родовище характерне великою потужністю вугільних покладів до — 74 м (сумарна до 120 м) . Промислові запаси складають 446,5 млн т, в тому числі з зольністю до 26 % — 290,7 млн т або 98,2 % (здатні для виготовлення брикетів).
Родовище комплексне — розкривна частина родовища — від денної поверхні до глибини 375 м на 90 % складена супутніми корисними копалинами — вуглистими і бітумінозними глинами (близько 1 млрд т), промисловими сірчаними рудами (понад 1 млрд т), діатомітами (близько 0,6 млн т), рудами титану, свинцю та цинку, а також вогнетривкі глини, скляні та будівельні піски, тощо.
За своїми характеристиками вугілля родовища аналогічне вугіллю Дніпровського буровугільного басейну. Вугільні пласти потужністю 3–4 м залягають на глибині 15–100 м.